# دانيال كواي
دانيال كواي (بالإنجليزية: Daniel Quaye)‏ (مواليد 25 ديسمبر 1980) هو لاعب كرة قدم. يلعب مع منتخب غانا لكرة القدم. سبق له أن لعب في كأس العالم لكرة القدم مع منتخب بلاده.

## روابط خارجية
- دانيال كواي على موقع الاتحاد الدولي (مؤرشف)  (الإنجليزية)
- دانيال كواي على موقع قاعدة بيانات كرة القدم.إي يو (الإنجليزية)
- دانيال كواي على موقع ناشيونال فوتبول تيمز (الإنجليزية)
- دانيال كواي على موقع كووورة